# Östen Undén

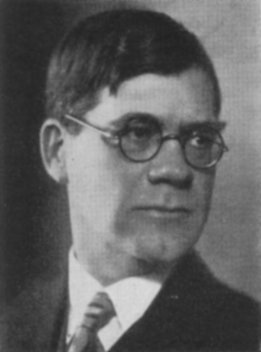
Östen Undén, um 1937

Bo Östen Undén (* 25. August 1886 in Karlstad; † 14. Januar 1974 in Stockholm) war ein schwedischer Jurist und sozialdemokratischer Politiker.
In seiner langen Zeit als Außenminister (von 1924 bis 1926 und von 1945 bis 1962) prägte er die schwedische Außenpolitik wie kaum ein Anderer; so gilt er als einer der Architekten der schwedischen Neutralitätspolitik nach dem Zweiten Weltkrieg. Der von ihm ausgearbeitete „Undén-Plan“ gilt darüber hinaus als wichtiger Schritt hin zur nuklearen Abrüstung.

## Leben
Undén war jüngster Sohn von Apotheker Viktor Undén und seiner Frau Beata Kaijser. Von 1904 an studierte er Volkswirtschaftslehre unter Knut Wicksell sowie Sozialwissenschaft und anschließend Rechtswissenschaften an der Universität Lund. Hier legte er 1910 seinen Bachelor und 1912 das Lizenziat in Rechtswissenschaften ab. Während seiner Studienzeit war er Mitglied in Studentenvereinigungen sowie in der Lunder Arbeitergemeinde und absolvierte ein Praktikum bei einer Anwaltskanzlei, die sich für den Dachverband der schwedischen Arbeitergewerkschaften engagierte.
Nach seiner Heirat 1912 promovierte er im gleichen Jahr mit seiner Abhandlung „Kollektivavtalet enligt gällande svensk rätt“ und wurde Dozent in Lund. 1917 wurde er als Professor für Zivilrecht und Internationales Privatrecht an die Universität Uppsala berufen. Zu dieser Zeit saß er bereits seit einem Jahr, also seit 1916 im Verfassungsausschuss (Konstitutionsutskottet), einem Ausschuss zur Behandlung von verfassungs- sowie verwaltungsrechtlichen Fragen.

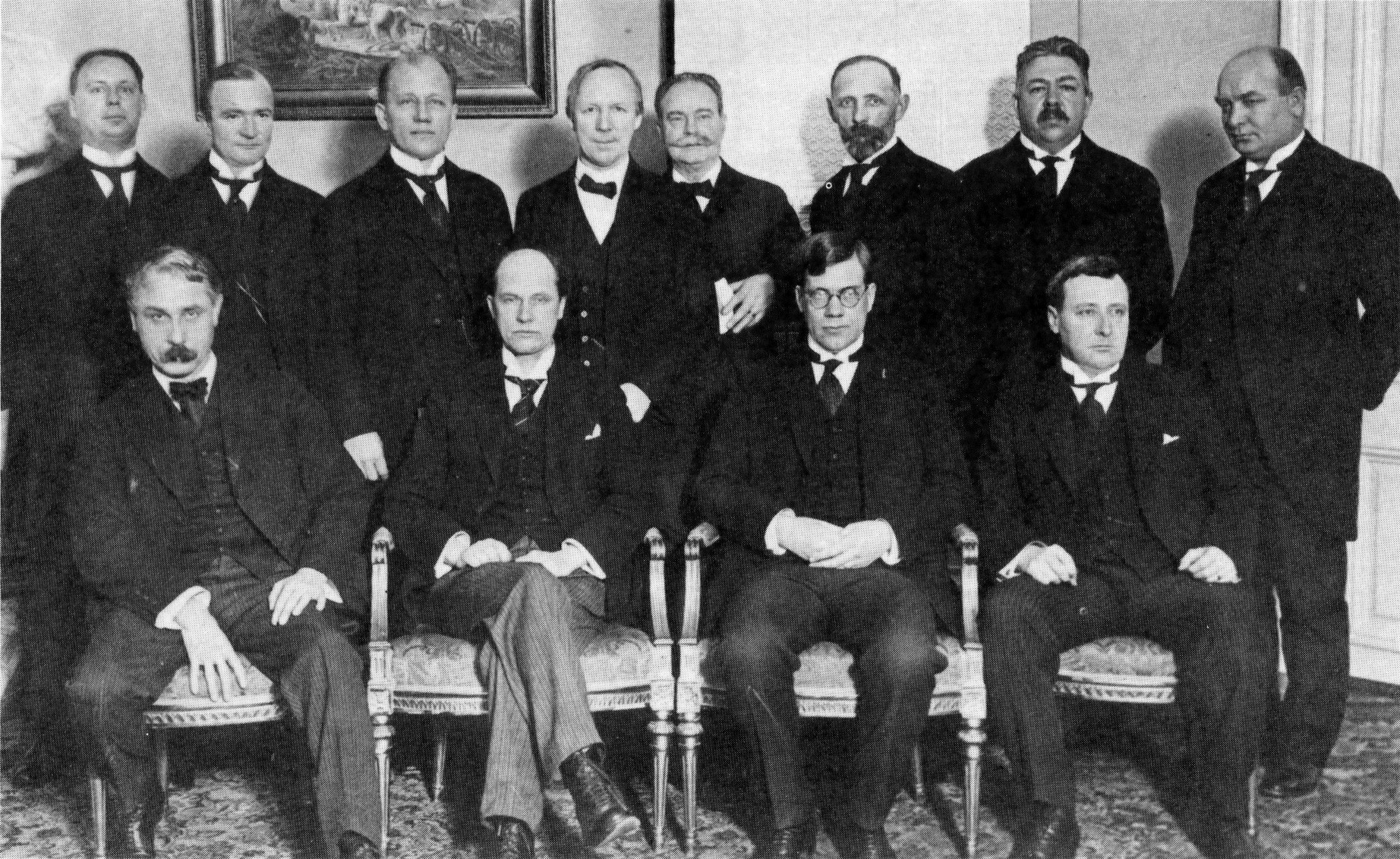
Die Regierung Sandler. Undén sitzend, zweiter von rechts

1917 wurde er als Minister ohne Geschäftsbereich in die Regierung Edén berufen, als bis dato jüngster Minister in einer schwedischen Regierung. Hier wurde er vor allem innerhalb des Völkerrechts sachkundig und das Interesse für Außenpolitik wuchs. Unter Ministerpräsident Hjalmar Branting wurde Undén 1920 für ein Jahr Justizminister. 1924 wurde er unter Rickard Sandler für zwei Jahre Außenminister und war darüber hinaus schwedischer Gesandter beim Völkerbund. Hier vermittelte er erfolgreich zwischen der Türkei und Irak in der sogenannten „Mosul-Krise“, sowie zwischen Bulgarien und Griechenland in der Rhodopen-Frage.
Nach seiner Zeit beim Völkerbund wurde er von 1928 bis 1932 Rektor der Universität Uppsala sowie deren Kanzler von 1937 bis 1951. 1934 zog er in die Erste Kammer des Reichstags ein, dem er bis 1965 angehörte. Bereits 1945 wurde er wiederholt zum Außenminister berufen, diesmal unter Per Albin Hansson. In diese Zeit fällt auch die von Undén mitverantwortete Baltenauslieferung. Nach dem Tod Hanssons Ende 1946 übernahm er vom 6. bis 11. Oktober kommissarisch das Amt des Ministerpräsidenten, bevor Tage Erlander neuer Ministerpräsident wurde.
Östen Undén arbeitete aktiv gegen eine weitere Verbreitung von Kernwaffen. Der von ihm ausgearbeitete „Undén-Plan“ enthält das Verbot für Staaten die nicht im Besitz von Kernwaffen sind, diese auf eigenem Territorium herzustellen oder zu lagern. Der Plan wurde mit Resolution 1664 (XVI) der UN-Generalversammlung am 4. Dezember 1961 beschlossen. Das Amt des Außenministers behielt er bis 1962.
Die Königliche Akademie von Belgien nahm ihn 1938 als assoziiertes Mitglied auf.